# Héctor Vinent
Héctor Vinent (n. 25 iulie 1972, Santiago de Cuba, Cuba) este un boxer ce a reprezentat Cuba, medaliat olimpic. A participat la 2 ediții ale Jocurilor Olimpice (1992, 1996) în care a câștigat o medalie de aur.